# کارکس لمونی
کارکس لمونی (نام علمی: Carex lemmonii) نام یک گونه از سرده جگن است.